# Metaphos cocosensis
Metaphos cocosensis is een slakkensoort uit de familie van de Buccinidae. De wetenschappelijke naam van de soort is voor het eerst geldig gepubliceerd in 1896 door Dall.